# Канделябр

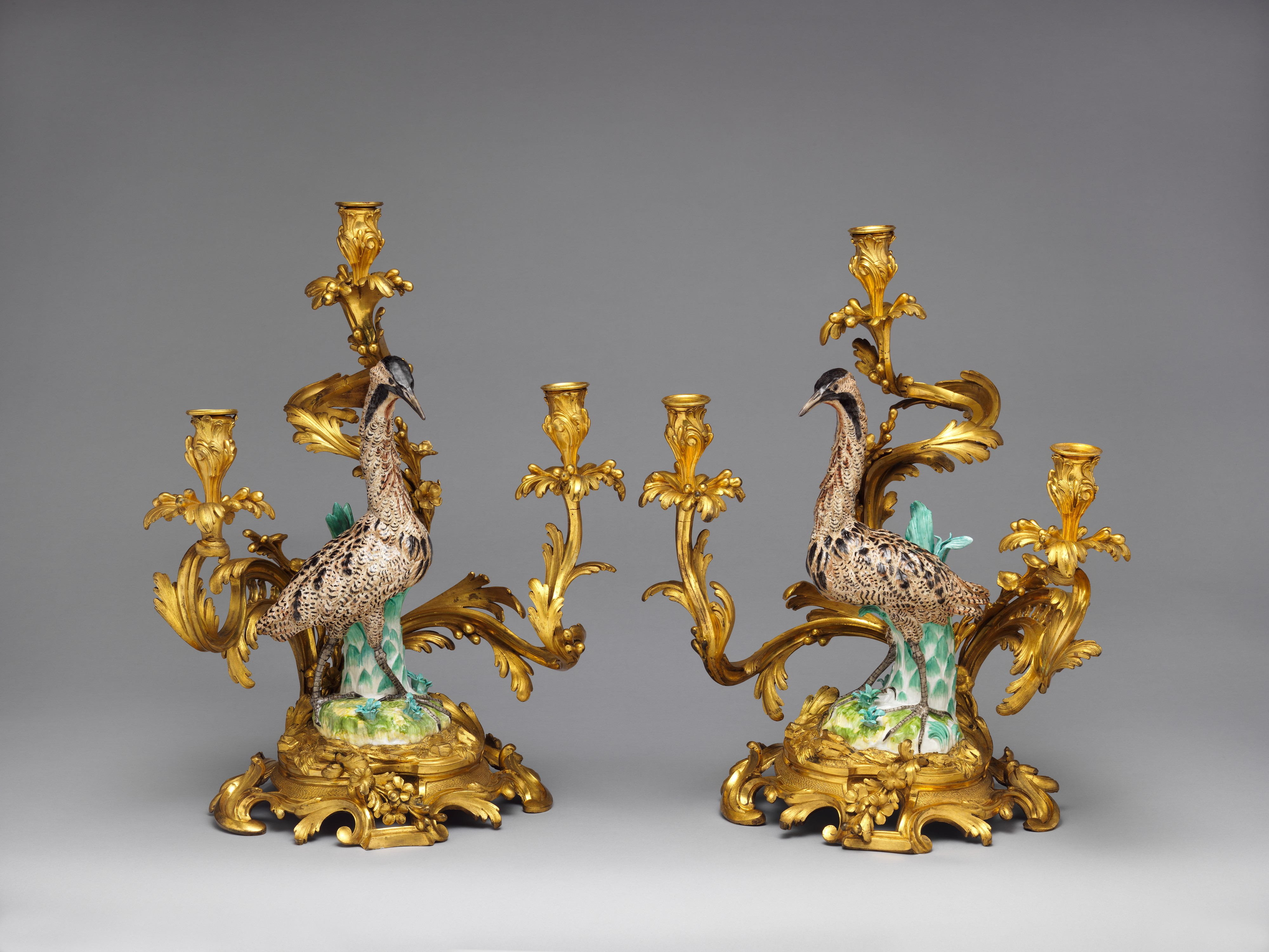
Пара канделябров рококо, с XVIII века, в Метрополитен-музей (Нью-Йорк)

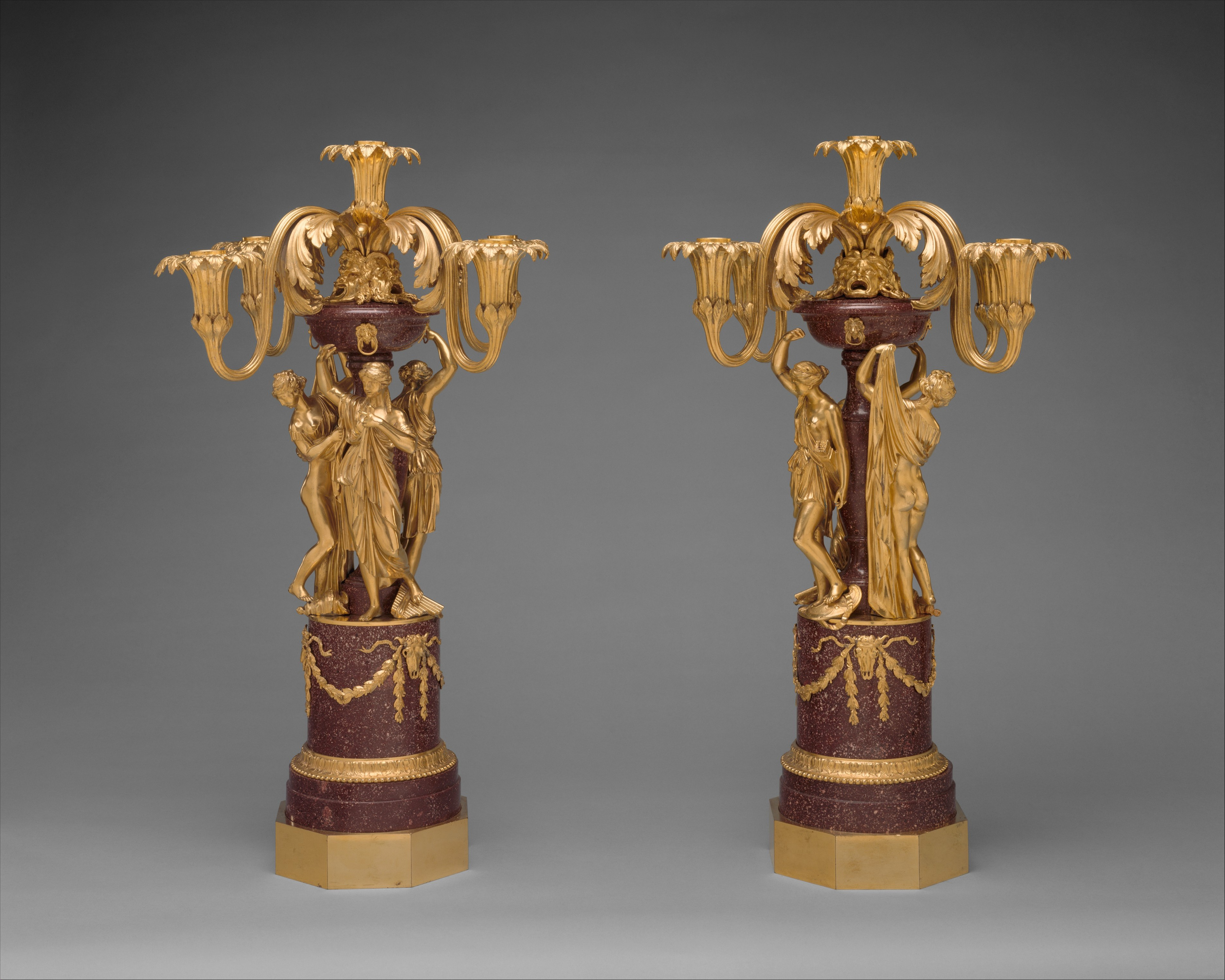
Пара неоклассических канделябров, с 1774 года, в Метрополитен-музей

Канделя́бр (лат. candēlābrum — «подсвечник») — декоративная подставка с разветвлениями («рожками») для нескольких свечей или различных видов ламп. Kанделябр с многочисленными рожками, расположенными по окружности, украшенный хрустальным убором, называется «жирандоль», напольный канделябр называется торшером. Если подставка рассчитана на одну свечу, используется слово подсвечник (слово применяется и как синоним канделябра). Тяжёлый подсвечник также называется шандалом.

## В истории искусства

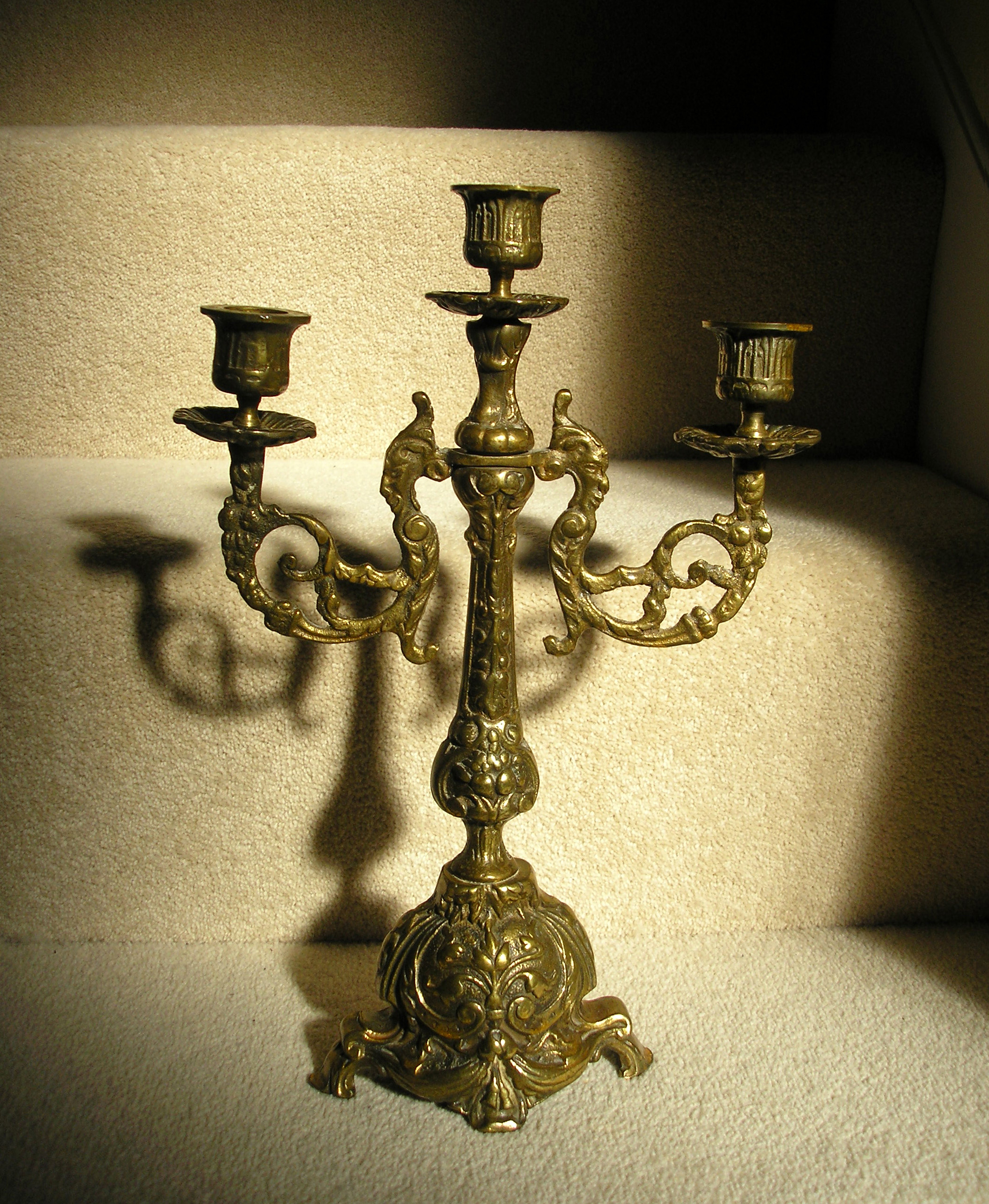
Канделябр с тремя ветвями, без свечей

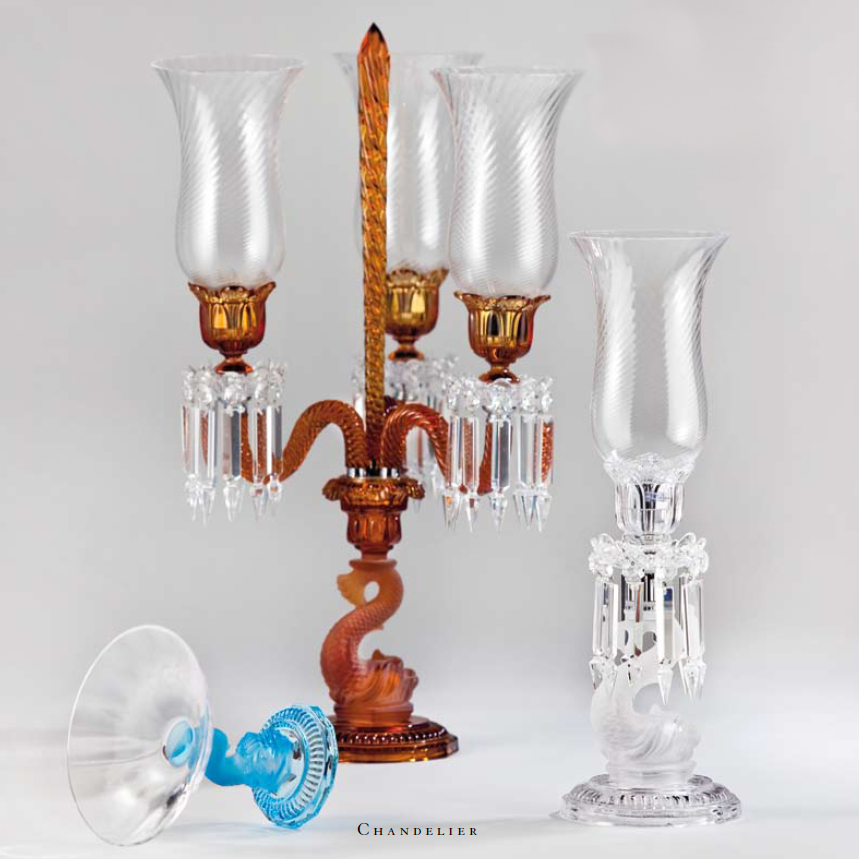
Хрустальный канделябр от Portieux

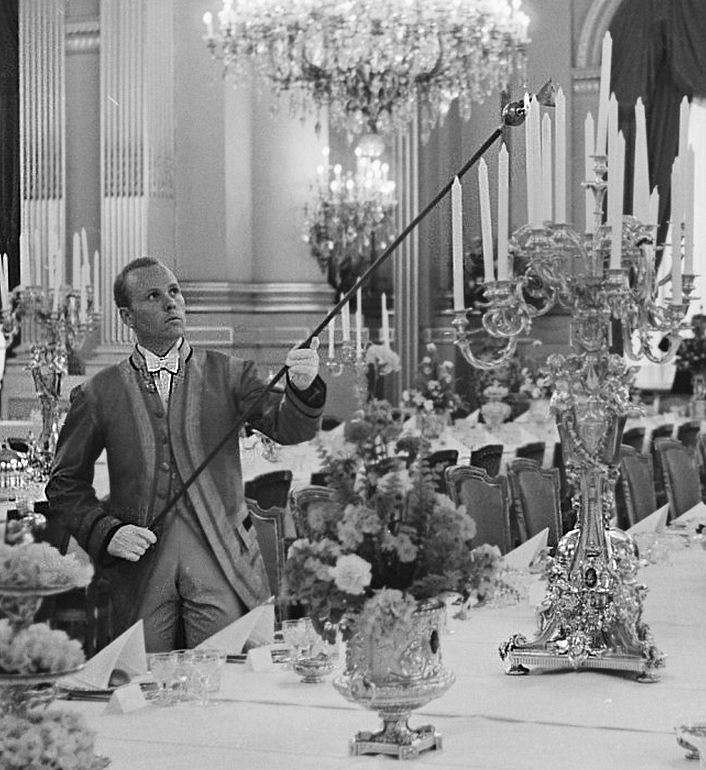
Канделябры для государственных мероприятий при бельгийском дворе (1960 г.)

Встречаются в культуре этрусков. Канделябр представлял собой подставку из дерева или металла (серебра, бронзы, железа) высотой до 1,6 м. Стержень был укреплён на ножках, часто в форме звериных лап. На стержне крепилась розетка подсвечника; иногда она перемещалась вдоль стержня. Часто канделябр завершался четырьмя подсвечниками.
У этрусков канделябры были переняты древними римлянами.
В древнеримском искусстве конца I в. до н. э. — 50-х годов I в. н. э., в настенных росписях и лепных рельефах, известен так называемый «канделябровый» стиль. Отсюда название орнамент «канделябром», в котором декоративные мотивы, в том числе гротески, выстраиваются вдоль вертикальных осей, напоминающих собой светильники-канделябры. В частности, в помпейских росписях известны изображения лёгких ажурных сооружений, напоминающих высокие металлические канделябры, между которыми размещаются заключённые в рамы картинки.
В ватиканской галерее канделябров хранятся мраморные канделябры, являющиеся памятниками классического искусства.
Монументальные канделябры освящали в храмах на Пасху и использовали в субботней литургии начиная с X века. 
В римской базилике Сан-Паоло-фуори-ле-Мура по правую сторону от алтаря, на амвоне установлен монументальный пасхальный канделябр из мрамора высотой 5,6 м. Это уникальное произведение романского искусства, работа мастеров Никола де Анджело и Пьетро Вассаллетто (около 1170 года). Монументальные канделябры посвящали в храмы по случаю праздника христианской пасхи и использовали в субботней литургии начиная с X века. Подобно колонне, этот канделябр сплошь покрыт рельефами, разделёнными на шесть ярусов. На базе колонны — горельефные изображения женских полуфигур и симметрично-удвоенных (симультанных) миксантропических существ, напоминающих сфинксов: с телом льва и головами (попеременно) человека и барана. По некоторым предположениям, женская фигура между львами символизирует «вавилонскую блудницу». Выше располагаются сцены Христологического цикла от Рождества до «Распятия с двумя разбойниками».

## Бить канделябрами
В карточной игре пойманных шулеров били канделябрами, подсвечниками, шандалами. Призыв бить канделябром в современном языке соответствует обвинению в мошенничестве.

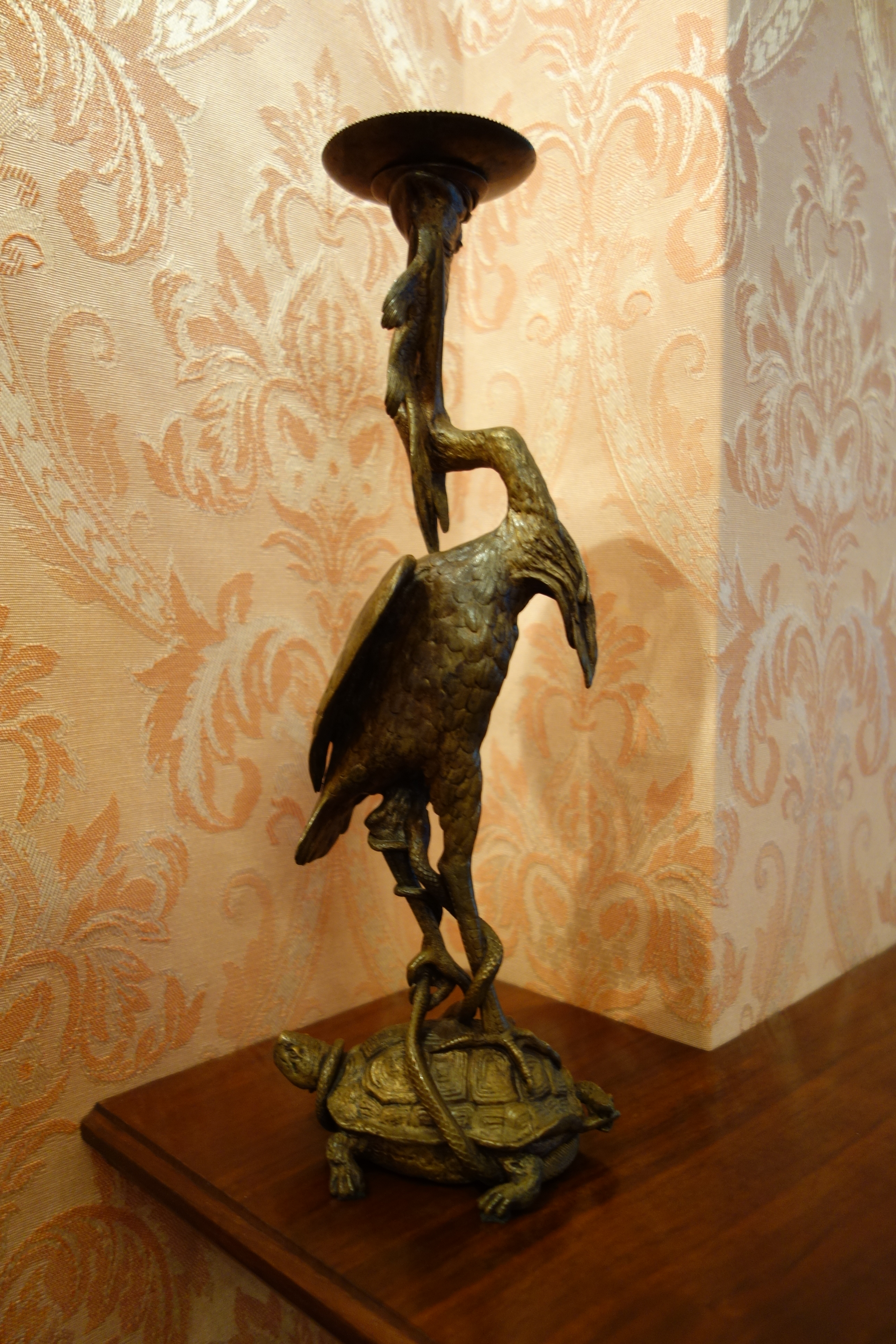
Бронзовый подсвечник в виде цапли. Франция, середина XIX века.

## Другие значения
- В спортивной версии игры «Что? Где? Когда?» канделябром называется система оценки качества вопросов общим голосованием игроков[8].
- Клетки-канделябры (англ. chandelier cell, chandelier neuron; иногда: канделябровидные клетки) — ГАМКергические интернейроны коры головного мозга.